# 그린 항등식
그린 항등식 또는 그린의 항등식(Green's identities)은 수학에서 미분 연산자가 작용하는 영역의 경계와 벌크를 연결하는 벡터 미적분학의 세 가지 항등식 집합이다. 그린 정리를 발견한 수학자 조지 그린의 이름을 따서 명명되었다.

## 같이 보기
- 그린 함수